# Tundrafarkas
A tundrafarkas (Canis lupus albus) a farkas (Canis lupus) Eurázsia északi részén élő alfaja.
Finnországtól Kamcsatkáig terjedő tundra és erdős tundra régió lakója.
Nagy termetű, hosszú szőrű, világos szőrű farkasok, nagyon hasonlók az alaszkai fehér farkasokhoz (Canis lupus tundrarum). A tundrafarkasnál a falkaösztön még kifejezettebb, mint más alfajoknál. Ennek oka élőhelyük zordsága miatt könnyen érthetőː egy magányos állat ezen a klímán nem bírná ki sokáig. Egy falkában általában 7–10 egyed él, de szoros kötődésük miatt egyes nagyobb falkában akár 30 egyed is előfordulhat. 
Az egyik legnagyobb farkas-alfaj, a hímek 137 cm hosszúra és 60 kg súlyúra is megnőhetnek. Akárcsak a többi farkas-alfaj, a tundrafarkas is többnyire patásokat zsákmányol, mint például a rénszarvas, a pézsmatulok, a pézsmaszarvas és a jávorszarvas.